# Braco alemão de pelo longo
A braco alemão de pelo longo[Nota] (em alemão:  Deutsch Langhaar Vorstehhund) é uma raça de cão desenvolvida na Alemanha. Seus exemplares são usados como cão de caça. Sua origem, apesar de localizada na Europa, ainda não foi estabelecida e por isso, ainda existem teorias: Alguns supõem que esta raça é o resultado do cruzamento entre o perdigueiro alemão (Wachtelhund) e os spaniels franceses; Outros acreditam que teria ainda ocorrido uma mistura de sangue de setters irlandeses e gordons; E para outros, este braco descende do pointer espanhol, raça antiga que foi levada à Alemanha a partir de 1600, após uma série de cruzamentos com diversas outras raças, como sabujos, o bloodhound, o foxhound inglês, vários exemplares franceses, espécies sortidas da Escandinávia, o pergigueiro alemão, o braco italiano e, por fim, o pointer inglês no final do século XIX, para dar velocidade à raça.
Fisicamente é um animal de pelagem longa, como seu própri nome transmite, e lisa. Pode chegar a atingir 66 cm e pesar 30 kg. Em aspecto geral, este é um canino robusto, musculoso, baixo e de linhas fluentes.